# Erich Schiff
Erich Schiff (* 16. Mai 1882 in Elsfleth; † 20. Juni 1970 in Oldenburg) war ein deutscher Jurist und Bühnenautor.

## Leben
Schiff war der Sohn des Bankiers und Landtagsabgeordneten Gustav Adolf Schiff (1835–1914) und dessen Ehefrau Charlotte geb. Nolte. Er besuchte die Bürgerschule in Elsfleth und anschließend das Alte Gymnasium in Oldenburg. Nach dem Abitur 1902 studierte er Jura in Freiburg und Berlin. 1905 ließ er sich als Rechtsanwalt in Oldenburg nieder. Im Ersten Weltkrieg diente er als Soldat und machte sich anschließend als Strafverteidiger in Oldenburg einen Namen. 1925 wurde er Mitglied des Vorstandes der Oldenburger Rechtsanwalts- und Notarkammer sowie des Ehrengerichts dieser Kammer. Da sein besonderes Interesse dem Theater galt, wurde er außerdem als Theater-Syndikus und Mitglied des städtischen Bühnenausschusses tätig.
Als Schriftsteller verfasste er mehrere Revuen, so etwa 1925 das Stück Rum um die Welt inspiriert von Jules Verne, weiterhin niederdeutsche Bühnenstücke und bearbeitete vorhandene Stücke für die niederdeutsche Bühne (z. B. See, Uraufführung 1927). Auch als Kritiker beschäftigte er sich mit dem niederdeutschen Theater.
Nach der Machtergreifung Nationalsozialisten ab Januar 1933 endeten die Kunstfreiheit am Oldenburgischen Theater sowie die freie Kunstkritik und Schiff, dessen Familie väterlicherseits jüdische Wurzeln hatte und später zum Protestantismus übergetreten war, galt als „Halbjude“. Bereits 1930 polterte die Kulturredakteurin und niederdeutsche Autorin Alma Rogge derart gegen Schiff, so dass sogar ihr väterlicher Freund und Landesleiter der NS-Reichsschrifttumskammer für das Gau Weser-Ems, August Hinrichs, sie brieflich mahnte: „Es ist kein Grund, eine Kritik abzulehnen, weil der Verfasser Jude ist, kein sachlicher Grund, meine ich, und es ist vornehmer, nur rein sachlich zu bleiben.“
Seine berufliche Tätigkeit durfte er zunächst noch weiterhin ausüben, jedoch wurden er und seine Brüder Arnold und Elimar am 18. Oktober 1944 zur Zwangsarbeit in das der Organisation Todt unterstehende Arbeitslager Lenne deportiert. Dort war Schiff an der Produktion der V2-Rakete beteiligt. Wegen ihres Alters wurden die Brüder jedoch bald wieder entlassen. Weihnachten 1944 konnte Schiff nach Oldenburg zurückkehren und nahm auch seine Berufstätigkeit wieder auf.
Nach dem Ende des Krieges schrieb Schiff weiterhin Theaterstücke. Bis 1971 wurden viele seiner Werke an der niederdeutschen August-Hinrichs-Bühne in Oldenburg aufgeführt. 1960 wurde er mit dem Bundesverdienstkreuz ausgezeichnet.

## Familie
Schiff heiratete in erster Ehe Käte Schütte (* 1889) und in zweiter Ehe die Schauspielerin am Oldenburger Theater Maria Martinsen (1901–1992), die u. a. 1929 als „Spelunkenjenny“ in der Oldenburger Erstaufführung von Bertolt Brechts „Dreigroschenoper“ auftrat. Aus dieser Ehe stammte der Sohn Gert Schiff (1926–1990), der später Professor für Kunstgeschichte in New York wurde.

## Der juristische Fall: Das van Gogh-Gemälde Thea Sternheims
1953 wurde Gert Schiff in Paris mit Mopsa Sternheim bekannt. Über diesen Kontakt kam Erich Schiff als Rechtsanwalt in Verbindung mit Thea Sternheim, für die er ab 1955 mehrfach die Schadensersatzklage gegen die Nationalgalerie in Berlin führte. Anlass war, dass die Nationalgalerie nur 2/10 des Kaufpreises von 100.000 RM für ein in den 1930er Jahren von Thea Sternheim angekauftes van Gogh-Gemälde an sie auszahlte; den Rest behielt der NS-Staat ein. Erst 1967 erhielt Sternheim eine Entschädigung in Höhe von 3.500 CHF.

## Werke (Auswahl)
- Rum um die Welt. Große Posse in 10 Bildern. 1925 (Gesangstexte von H. H. Hallen).
- See. En ernsthaft Spill in 4 Törns, frei nach Herman Heijermans jr. Verden, 1948.
- De lüttje Wipp steert, freie niederdeutsche Bearbeitung der Spanischen Fliege in 3 Akten. Verden, 1949.
- Ansmeert, En lustig Spill in 4 Törns von Georg von der Vring und Erich Schiff. Hamburg, o. J.
- Menagerie Mensch! Zwei Schock lustiger Anekdoten. Oldenburg, 1955.

## Hörspiele (Auswahl)
- 1927: Herman Heijermans: See. Nedderdütsch Drama in veer Uptög (Bearbeitung und Regie) (Nordische Rundfunk AG)
- 1947: Erich Schiff: Die See (Autor) – Regie: Nicht bekannt (Radio Bremen)
- 1952: Georg von der Vring, Erich Schiff: Barg Geld in't Huus. Ein lustiges Spiel (Mitautor) – Regie: Fritz Börner (Radio Bremen)
- 1973: Georg von der Vring, Erich Schiff: Barg Geld in't Huus. Heiteres niederdeutsches Hörspiel (Mitautor) – Regie: Wolf Rahtjen (Radio Bremen)